# El Vergel, Taxco de Alarcón
El Vergel är en ort i Mexiko.   Den ligger i kommunen Taxco de Alarcón och delstaten Guerrero, i den södra delen av landet, 110 km sydväst om huvudstaden Mexico City. El Vergel ligger 1 952 meter över havet och antalet invånare är 198.
Terrängen runt El Vergel är lite bergig. Runt El Vergel är det ganska tätbefolkat, med 86 invånare per kvadratkilometer. Närmaste större samhälle är Taxco de Alarcón, 8,7 km öster om El Vergel. I omgivningarna runt El Vergel växer huvudsakligen savannskog.